# Masteria angienae
Espèce
Masteria angienae est une espèce d'araignées mygalomorphes de la famille des Dipluridae.

## Distribution
Cette espèce est endémique de l'île Cocos au Costa Rica.

## Description
Le mâle holotype mesure 5,60 mm et la femelle paratype 6,10 mm.

## Étymologie
Cette espèce est nommée en l'honneur d'Angie Pamela Víquez Chaves.

## Publication originale
- Víquez, 2020 : Aracnofauna (Arachnida) de la Isla del Coco, Costa Rica, con la descripciónde tres nuevas especies. Revista de Biología Tropical, vol. 68, Suppl. 1, p. S115-S143.